# Prix Italia
Prix Italia — один з найстаріших і престижних міжнародних фестивалів в області радіо, телебачення та інтернету. На ньому вручаються призи в чотирьох основних напрямках: драма, документальні фільми, телебачення і радіо.

## Історія
Prix Italia був заснований RAI в 1948 як конкурс радіо-програм і пройшов на Капрі.
У 2007 в Вероні відбувся вже 59-й фестиваль. Захід щорічно є гостем різних найважливіших італійських міст, факт, який вніс свій внесок у його екстраординарний міжнародний престиж. Честь отримати Prix Italia удостоювалися автори, продюсери і виробники програм, які складають історію міжнародного телебачення. Серед них: Жан Ануй, Ріккардо Бакчельі, Генріх Белль, Бертольд Брехт, Італо Кальвіно, Жан Кокто, Умберто Еко, Макс Фріш, Джон Осборн, Ален Роб-Гріє, Франсуаза Саган. Серед переможців — такі ж прославлені фігури: Семюел Беккет, Інгмар Бергман, Пітер Брук, Рене Клер, Федеріко Фелліні, Пітер Грінуей і багато інших.
Постійне членство в Prix Italia мають 90 громадських і приватних Радіо і телевізійних компаній, представляючи 40 країн світу з п'яти континентів. Тільки члени Prix можуть виносити програми на конкурс. Організаційна структура і структура ухвалення рішення унікальні серед багатьох міжнародних фестивалів. Фактично, делегати організацій-членів зустрічаються двічі в рік на Генеральній Асамблеї, щоб приймати стратегічні рішення і вибрати президента (на 2007 — це пані Кароліні Томзон, представник Бі-бі-сі). 
 Фестиваль проводиться щороку у другій половині вересня.